# Sigmund von Hollenegg
Sigmund von Hollenegg (zm. 3 lipca 1495 w Mühldorf am Inn) – austriacki duchowny rzymskokatolicki, w latach 1494-1495 książę arcybiskup metropolia Salzburga.

## Życiorys
16 października 1494 został wybrany na arcybiskupa Salzburga, decyzję tę papież kanonicznie zatwierdził 15 grudnia tego samego roku. Sakrę otrzymał 8 lutego 1495. Zmarł 3 lipca 1495 w drodze do Salzburga, wracając z wizyty u króla Maksymiliana I Habsburga.       